# Zjawisko
Zjawisko, fenomen (gr. phainomenon – obserwowany) – pojęcie filozoficzne oznaczające to, co dane jest w poznaniu zmysłowym, a więc obrazy, dźwięki, zapachy, smaki itd.

## Historia i filozofia nauki
Jednym z celów filozofii i nauki antycznej Grecji było, według Duhema, „uratowanie zjawisk”, czyli takie wytłumaczenie działań natury, które będzie w zgodzie z tezami kosmologicznymi powszechnie uznanymi. Było to szczególnie widoczne w astronomii, gdzie wprowadzano skomplikowane hipotezy (np. istnienie deferentów) aby, w zgodzie z obserwowanymi zjawiskami, zachować koherencję m.in. teorii geocentrycznej.
Według Galileusza zjawiska są jedynym przedmiotem nauki. W filozofii nauki pojęcie „zjawiska” bywa utożsamiane z pojęciem „zdarzenia”.
W XX wieku filozofowie brytyjscy (G.E. Moore, Bertrand Russell, A.J. Ayer) używali pojęcia sense data, „dane zmysłowe”, które to pojęcie określać miało to, co „widać naprawdę”. Uważano, że naiwnością jest twierdzenie, że obserwujemy rzeczy jako takie; w rzeczywistości obserwujemy wyłącznie dane zmysłowe, i tylko je. Pojęcie to jest dziś odrzucone (m.in. dzięki krytyce zaproponowanej przez J.L. Austina w Sense and Sensibilia w 1962 roku). Zastąpiono je po części pojęciem qualii.

## Filozofia fenomenu
Zjawiska często przeciwstawiane są nieobserwowalnej, ale dostępnej rozumowo rzeczywistości (Platon) bądź istocie rzeczy lub jako „rzecz dla nas” – niepoznawalnym rzeczom samym w sobie przez Immanuela Kanta.
W fenomenologii fenomen jest tym, co podmiotowi poznania jawi się bezpośrednio i naocznie – fenomenem może być nie tylko konkretny zespół spostrzeżeń zmysłowych, ale też konkretny dany zespół spostrzeżeń wewnętrznych.